# 오에쿠시현

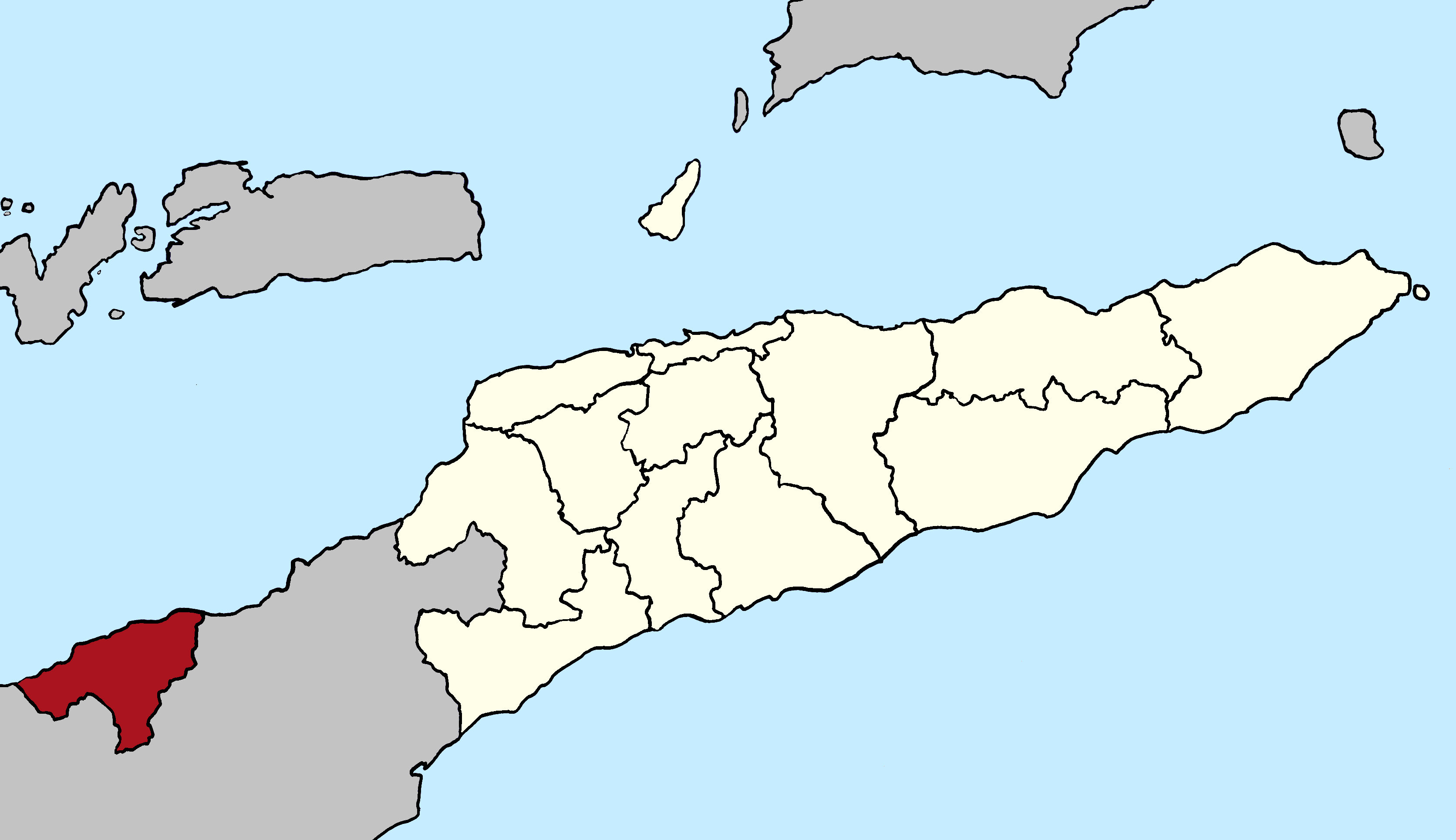
오에쿠시 현의 위치

오에쿠시현(포르투갈어: Oecusse, 테툼어: Oe-Kusi) 또는 오에쿠시암베누(포르투갈어: Oecussi-Ambeno, 테툼어: Oe-Kusi Ambenu)은 인도네시아 누사틍가라티무르 주에 둘러싸여 있는 동티모르의 현이다. 현도는 판트마카사르이며 인구는 57,469명(2004년 기준), 면적은 815km2이다. 4개 구(니티베 구, 외실루 구, 판트마카사르 구, 파사베 구)로 구성되어 있다.
동티모르 본토에서 멀리 떨어진 월경지이지만 해안과 접하고 있기 때문에 고립형 월경지는 아니다. 

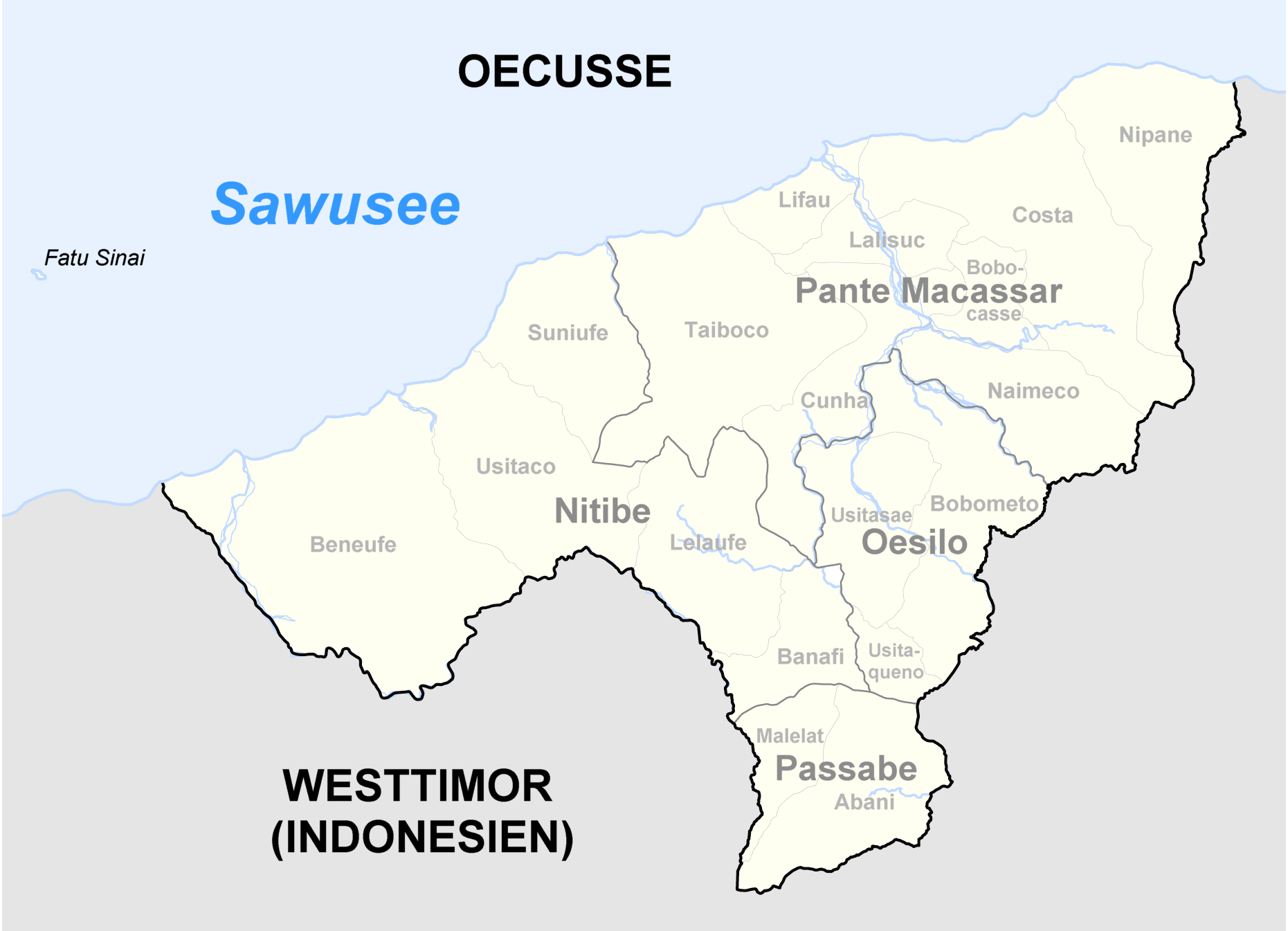
오에쿠시 현이 관할하는 구
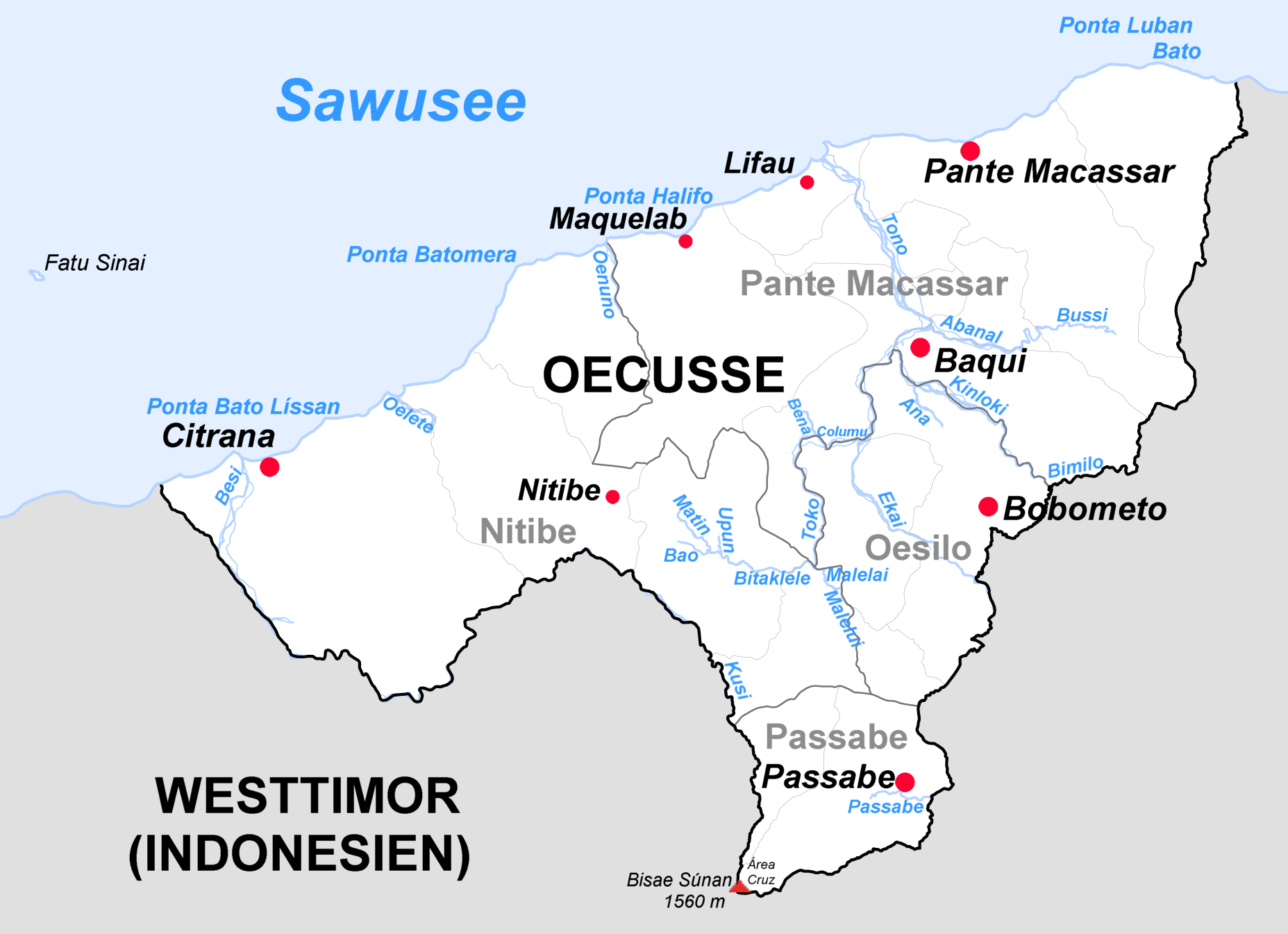
오에쿠시 현이 관할하는 시와 강

## 역사
오에쿠시와 암베누는 옛날 이 지역에 있었던 작은 왕국의 이름이다. 유럽인의 정착은 포르투갈이 빨랐으나 나중에 도착한 네덜란드의 습격이 잦아지자 포르투갈인들은 거점 지역을 딜리로 옮겼다. 주변 지역은 모두 네덜란드령 동인도로 편입되었으나 포르투갈 정착지의 존재를 고려하여 오에쿠시와 암베누는 포르투갈령으로 그대로 남았으며 나중에 동티모르의 일부가 된다.
1970년대와 1980년대에 걸쳐 뉴질랜드 출신의 아나키스트인 브루스 그렌빌(Bruce Grenville)이 이 지역에서 술탄 왕국을 수립하고 스스로 술탄이 되었다고 허세를 부리면서 조작된 역사를 만들고 우표를 만들어 파는 해프닝도 있었다. 1999년 동티모르의 다른 지역처럼 독립 선언을 전후한 시기에 친(親)인도네시아계 민병대의 난동으로 지역 사회 간접 자본의 90%가 파괴되는 피해를 입었다.

## 주민
토착민은 아토니족으로 오에쿠시 현과 인도네시아령 서티모르에 이르는 지역에 두루 걸쳐 산다. 아토니족은 오스트로네시아어족에 속하는 언어인 바이케노어를 사용하지만 인도네시아어를 쓰는 사람도 많다. 동티모르의 공용어인 테툼어나 포르투갈어는 거의 쓰이지 않는다.